# Suhoi Su-9
Suhoi Su-9 (denumire NATO: Fishpot) este un avion de vânătoare (interceptor) cu aripă delta, construit de Uniunea Sovietică în anii 1950. Este foarte asemănător cu modelele: Mikoian-Gurevici MiG-21 și Suhoi Su-7 (care însă are aripă în săgeată). O variantă îmbunătățită a avionului Su-9, cu un radar mult mai puternic, a fost denumită Suhoi Su-11. Variantele de Su-9 și Su-11 au fost construite într-un număr mai mare de 1200 de exemplare, din care nu a fost exportat nici unul.

## Descriere
Configurația era asemănătoare cu a avionului Su-7 ca de exemplu frânele aerodinamice din spatele fuzelajului, conul de admisie a aerului și motorul turboreactor Liulka AL-7 al avionului Su-7.
Fuzelajul și suprafețele din coadă ale avionului Su-9 se aseamănă cu cele ale avionului Su-7, dar, spre deosebire de aripa în săgeată cu anvergură extinsă a acelui avion, avionul Su-9 folosea aripă delta de 53°. Ampenajele erau convenționale. Configurația era asemănătoare cu a avionului Su-7, ca de exemplu frânele aerodinamice din spatele fuzelajului ca și dispozitivul de admisie și motorul turboreactor Liulka AL-7 al avionului Su-7.
Aripa delta a avionului Su-9 a fost adoptată din cauza rezistenței sale la înaintare reduse în regimul de zbor supersonic. Volumul său mai mare permitea în comparație cu Su-7 o mărire (totuși modestă...) a capacității de înmagazinare a combustibilului.
Avionul Su-9 poate zbura cu 1,8 Mach la altitudine mare (fără rachete), și 1,14 Mach înarmat complet (cu rachete, bombe etc.). Totuși, datorită cantității reduse de combustibil de la bord, raza operațională a acestuia era considerată nesatisfăcătoare.
Spre deosebire de avionul Su-7, ale cărui comenzi erau greu de acționat, dar avionul răspundea docil, la Su-9 comenzile erau ușor de acționat iar aparatul era manevrabil, dar nu ierta erorile de pilotaj.
Avionul Su-9 avea instalat în conul de admisie un radar destul de primitiv, R1L (indicativ NATO: High Fix), și era înarmat cu 4 rachete ghidate prin radar K-5 (AA-1 „Alkali”). Datorită lipsei tunului de bord și a slabelor caracteristici radar-rachetă, aparatul Su-9 dovedea slabe performanțe în lupta aeriană.
A existat și versiunea dublă comandă de antrenament, însă în număr redus (aproximativ 50 bucăți). Acesta era complet înarmat și cu afișaje radar în ambele cabine, aceasta permițând simularea în bune condiții a situațiilor de luptă, îndeosebi interceptare aeriană. Datorită celui de-al doilea scaun s-a eliminat un rezervor de combustibil, ceea ce a dus la scăderea razei de acțiune, aparatul nefiind considerat complet combativ.

## Variante
- T-405: Prototipul avionului Su-9.
- Su-9: Varianta de serie, aproximativ 1100 buc. construite.
- Su-9U: Varianta de antrenament, dublă comandă, aproximativ 50 buc. construite.
- T-431: Varianta pentru doborârea recordului absolut de altitudine, realizat în 1962.
- Su-11: Dezvoltare a variantei Su-9.

## Specificații Su-9

Suhoi Su-9

#### Caracteristici generale
- Echipaj: un pilot
- Lungime: 17,37 m
- Anvergură: 8,43 m
- Înălțime: 4,88 m
- Suprafață aripă: 34 m2
- Masă gol: 8620 kg
- Masă echipat: 12250 kg
- Masă maximă de decolare: 13500 kg
- Motor: 1× Lyulka AL-7 turbojet, 90 kN

#### Performanțe
- Viteză maximă: Mach 2,0 , 2135 km/h la înălțime mare
- Rază de acțiune: 1125 km
- Plafon operațional: 16760 m
- Viteză ascensională: 136,7 m/s
- Încărcare aripă: 383 kg/m2
- Raport tracțiune/greutate: 0,73

#### Armament
- 4x K-5 (AA-1 „Alkali”) rachete aer-aer